# Frédéric Gagey
Frédéric Gagey est un dirigeant d'entreprise français, né le 29 juin 1956 à Vesoul, en Haute-Saône. Il est ancien président-directeur général d'Air France, et puis directeur financier du groupe Air France-KLM.

## Biographie

### Formation
Il entre en 1977 à l'École polytechnique, et en sort diplômé en 1980. En 1982, il est diplômé de l'École nationale de la statistique et de l'administration économique (Ensae),. En 1983, il obtient un master d'économie de l'université Panthéon-Sorbonne.

### Parcours professionnel

#### Débuts professionnels
Il commence sa carrière comme administrateur de l'Insee, inspecteur des finances chef du bureau des affaires industrielles à la direction de la prévision au ministère de l'Économie de 1987 à 1990, puis à l'inspection des Finances de 1990 à 1994. 

#### Air France
De 1995 à 1996, il est directeur du contrôle de gestion, du budget et de l'audit d'Air Inter, dont la fusion avec Air France sera complétée en 1997. De 1996 à 1997, il assure le poste de directeur général adjoint chez Air France Europe, avant de devenir directeur de l'ingénierie financière, des participations et de la communication financière chez Air France, position où il demeure jusqu'en 1997. De 1999 à 2004, il est directeur des affaires financières d'Air France, avant d'être nommé directeur financier d'Air France KLM en janvier 2004.
De 2005 à 2012, il occupe plusieurs postes successifs : directeur flotte, achats d'Air France KLM, directeur général délégué finance de KLM, directeur général adjoint flotte Air France-KLM et directeur général délégué finance d'Air France.
Le 1er juillet 2013, il devient président-directeur général d'Air France, en remplacement d'Alexandre de Juniac, qui devient lui-même président-directeur général d'Air France-KLM,. 
À partir du 2 novembre 2016, il est remplacé à la tête de la compagnie Air France par un tandem composé de Franck Terner (directeur général) et Jean-Marc Janaillac (président). Il occupe ensuite la fonction de directeur financier du groupe Air France-KLM.
Le 14 mai 2024, Frédéric Gagey devient Président du Conseil d'Administration de la société Servair. 

## Décorations
Par décret du 29 mars 2013, il est fait chevalier de la Légion d'honneur.
Fait chevalier de l'ordre national du Mérite le 30 juin 2010, Frédéric Gagey est promu au grade d'officier le 15 mai 2025.